# Erta Ale
Az Erta Ale működő tűzhányó Etiópia északi részén, Afar szövetségi államban.

## Elnevezése
A vulkán neve a helyi afar nyelven „füstölgő hegyet” jelent, míg déli része a „A pokol kapuja” nevet kapta. 

## Elhelyezkedése
A vulkán Etiópia és Eritrea határának közelében, az Afar-medencében helyezkedik el. Környezete sivatagos, és jórészt a tengerszint alatt fekszik, így az Erta Ale a világ egyik legmélyebb fekvésű vulkánja. Legmagasabb pontja 613 méterrel emelkedik a tengerszint fölé.
A vulkánt a BBC csapata térképezte fel háromdimenziós lézertechnikával, mely az extrém magas hőmérsékleti körülmények között is alkalmas a felszín letapogatása.

## Működése

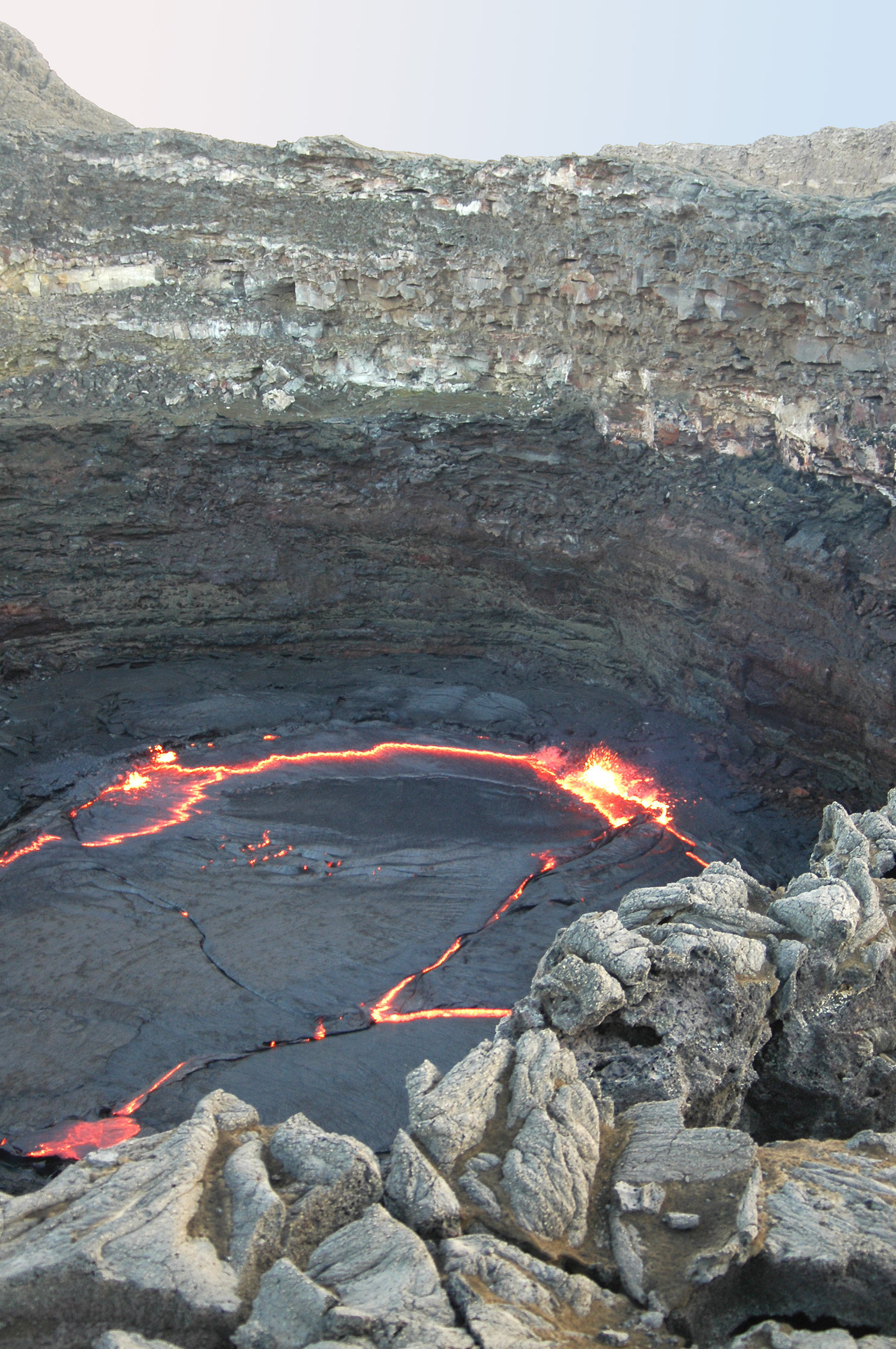
Izzó láva a kalderában

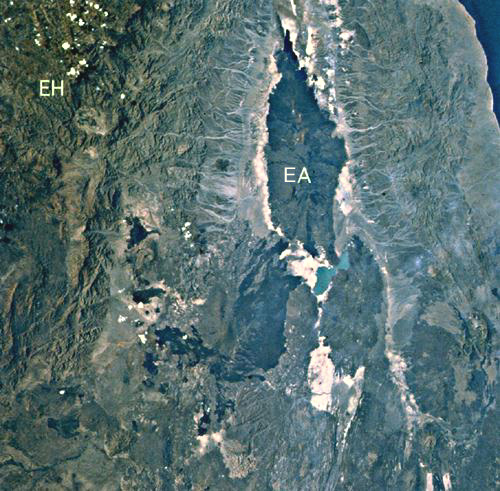
Az Erta Ale vulkán (EA) és az Etióp-magasföld (EH) az űrből

Az Erta Ale Etiópia legaktívabb vulkánja, 1967 óta folyamatosan működik. A láva anyaga bazalt. Központi krátere 50 méter átmérőjű és 85 méter mély.
Benne állandó lávató található (jelenleg ilyen összesen öt van a világon), mely időnként túlcsordul a kráter déli peremén. Ez a világ legrégebb óta folyamatosan létező lávatava, mely 1906 óta aktív.

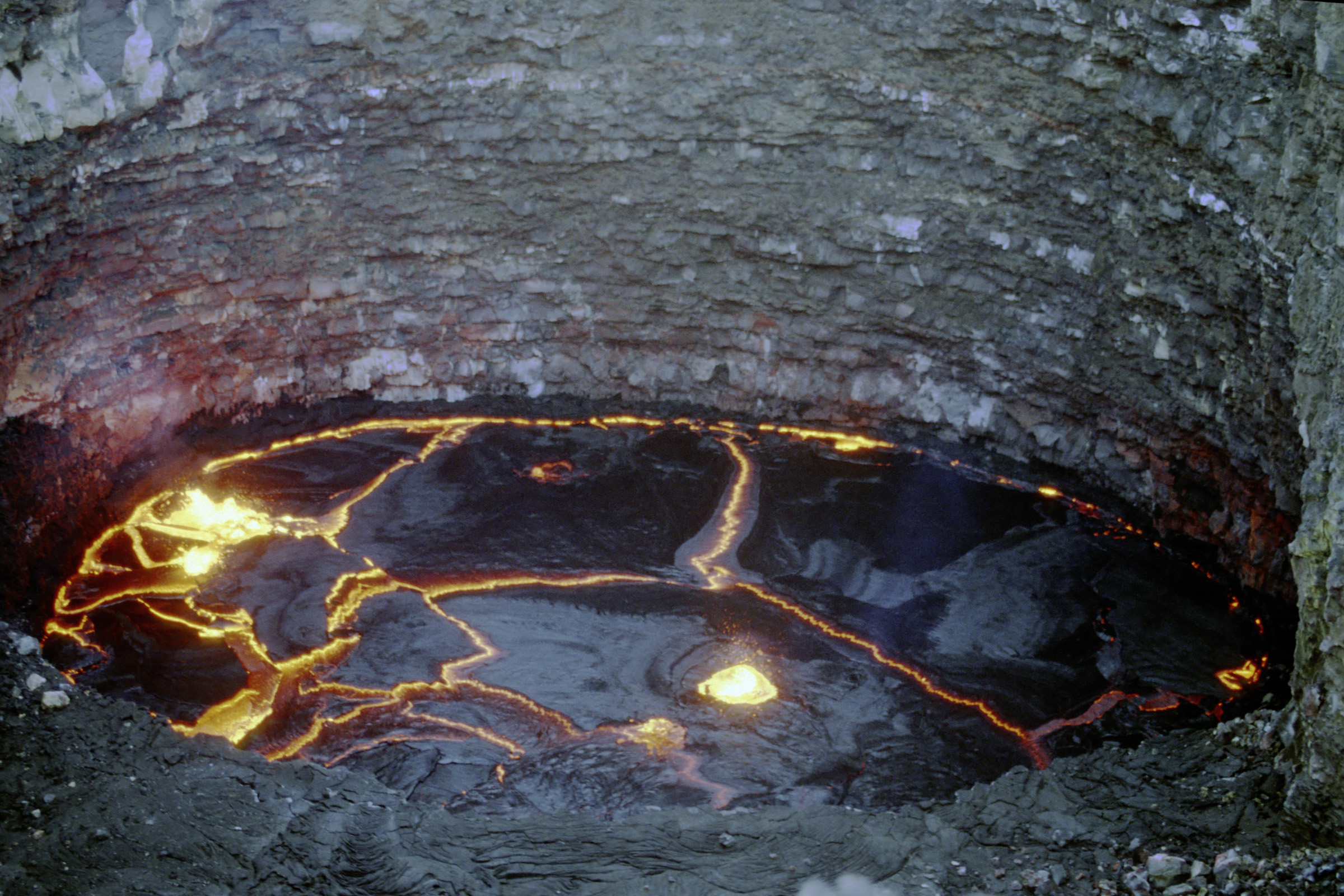
A lávató 2001-ben

Bár a láva a kráterből folyamatosan áramlik a felszínre, időnként nagyobb kitörések is előfordulnak. Az utóbbi 125 évből 7 nagyobb kitörés ismert: 1873, 1903, 1904, (mindhárom bizonytalan) 1906, 1940, 1960 és 1967.
2003. január 13-14-én a lávatóból lávaszökőkút emelkedett ki, és megnőtt a levegő kén-dioxid koncentrációja.
2005. szeptember 25-én a vulkán kitört, megölve kb. 250 haszonállatot, több ezer környékbeli lakos pedig elmenekült.
2007-ben újabb lávafolyás miatt több százan menekültek el a környékről, mely során két ember eltűnt.

## Merénylet
Fábián Tamást, a Szegedi Tudományegyetemen dolgozó geográfust 2012. január 16-áról 17-ére virradó éjszakán az Erta Ale vulkán közelében az Afar Forradalmi Demokratikus Egységfront nevű szeparatista milícia fegyveresei agyonlőtték, miközben szabadsága alatt is munkájának élve egy általa szervezett csoport élén tanulmányozta a kelet-afrikai vulkanikus képződményeket. Egyik társa, dr. Szabad Gábor bőrgyógyász életveszélyes sebeibe halt bele.

## Fordítás
Ez a szócikk részben vagy egészben  az   Erta Ale című angol Wikipédia-szócikk fordításán alapul.  Az eredeti cikk szerkesztőit annak laptörténete sorolja fel. Ez a jelzés csupán a megfogalmazás eredetét és a szerzői jogokat jelzi, nem szolgál a cikkben szereplő információk forrásmegjelöléseként.